# Plein Air (Ramón Casas)
Plein Air, es una pintura al óleo realizada por Ramón Casas en 1890 y actualmente expuesta en el Museo Nacional de Arte de Cataluña de Barcelona.
Exhibida en la Exposición General de Bellas Artes de Barcelona del año 1891, Casas había pintado esta obra el año anterior en París. En esta etapa ya estaba confirmado el estilo del pintor con luces muy tamizadas y tenues que reflejaban la inmediatez de la pintura en "pleno aire" con figuras bien delimitadas, pero evanescentes. Lo que más destaca en el cuadro, con el cual Casas obtuvo el primer éxito significativo en Barcelona, es su compleja composición espacial: los tres términos de profundidad están señalados por la línea rota que une la silla vacía en primer plano, la figura femenina que se encuentra sentada delante del velador y la masculina en el fondo. Como Degas, el encuadre acusa claras influencias de la fotografía, y el motivo, con la relación no explicada entre los dos personajes, resulta envuelto en un halo misterioso y poético, muy del gusto de cierta pintura de final de siglo en la cual Casas estaba inmerso.
Plein air es una de las pinturas más paradigmáticas de Casas y una de las que mejor ilustran el cambio que este artista y Rusiñol introdujeron en la pintura catalana de finales del siglo XIX. Aunque Casas utilizó, en cuanto al tema, algunos elementos del impresionismo, (se puede acercar en este sentido a El ajenjo de 1876 de Degas, Le prune de 1878 de Manet o Bebedora del 1889 de Toulouse-Lautrec, las protagonistas del cual son mujeres al lado de la mesa de un bar en actitud ausente), su pintura de aquel momento está en la línea de la pintura naturalista francesa. También hay que destacar que se trata de una escena que transcurre al aire libre y que incorpora el paisaje urbano como telón de fondo. La composición de esta escena fugaz se resuelve de una forma atrevida, ya que los elementos del cuadro parecen traspasar los límites de la propia tela y el color está tratado casi monocromáticamente, en una armonía de grises que envuelven la escena de una cierta neblina que difumina los contornos.
Es lógico, pues, que este tipo de pintura que plantea una instantánea fugaz y cuyo argumento lo ha de decidir la imaginación del espectador, entrase en conflicto con el gusto artístico imperante entonces en Barcelona. Pero esto no impidió que Plein air, que formaba junto con Interior y examen de conciencia, parte de la Primera Exposición General de Bellas Artes de Barcelona, celebrada en 1891, se adquiriese para el incipiente Museo Municipal de esta ciudad, inaugurado el mes de enero de ese mismo año.